# Papiro 76
O Papiro 76 ({\displaystyle {\mathfrak {P}}}76) é um antigo papiro do Novo Testamento que contém fragmentos do capítulo quatro do Evangelho de João (4:9,12).